# Татеві Анапат
Татеві Анапат (вірм. Տաթեւի Անապատ) — вірменський храм XVII та XVIII століття в долині річки Воротан, неподалік від монастиря Татев, біля села Татев марза (області) Сюнік Вірменії. Входив у історичну область Зангезур.

## Історія
Пустинь була заснована в сімнадцятому столітті (між 1660 і 1668) ченцями з іншої скити Аранц Анапат, зруйнованого землетрусом у 1658 році першої будівлі церкви, стіни і клітини, в той час інші будівлі, в тому числі притвор зведені в першій половині вісімнадцятого століття.
Разом із монастирем Татев у 1995 р. запропонований до включення до списку Всесвітньої спадщини ЮНЕСКО.
Татеві Анапат включає в себе церкву Сурб Аствацацін (Святої Богородиці), розташованої на північному заході комплексу, що включає три нефа. Іншими будівлями є клітини, трапезна, функціональні будівлі і притвор. І нарешті, прокололи стіни з двома входами розташовані з півдня та півночі.